# Waterstoniella straeleni
Waterstoniella straeleni är en stekelart som först beskrevs av Grandi 1932.  Waterstoniella straeleni ingår i släktet Waterstoniella och familjen fikonsteklar. Inga underarter finns listade i Catalogue of Life.